# Nabulsi-Seife

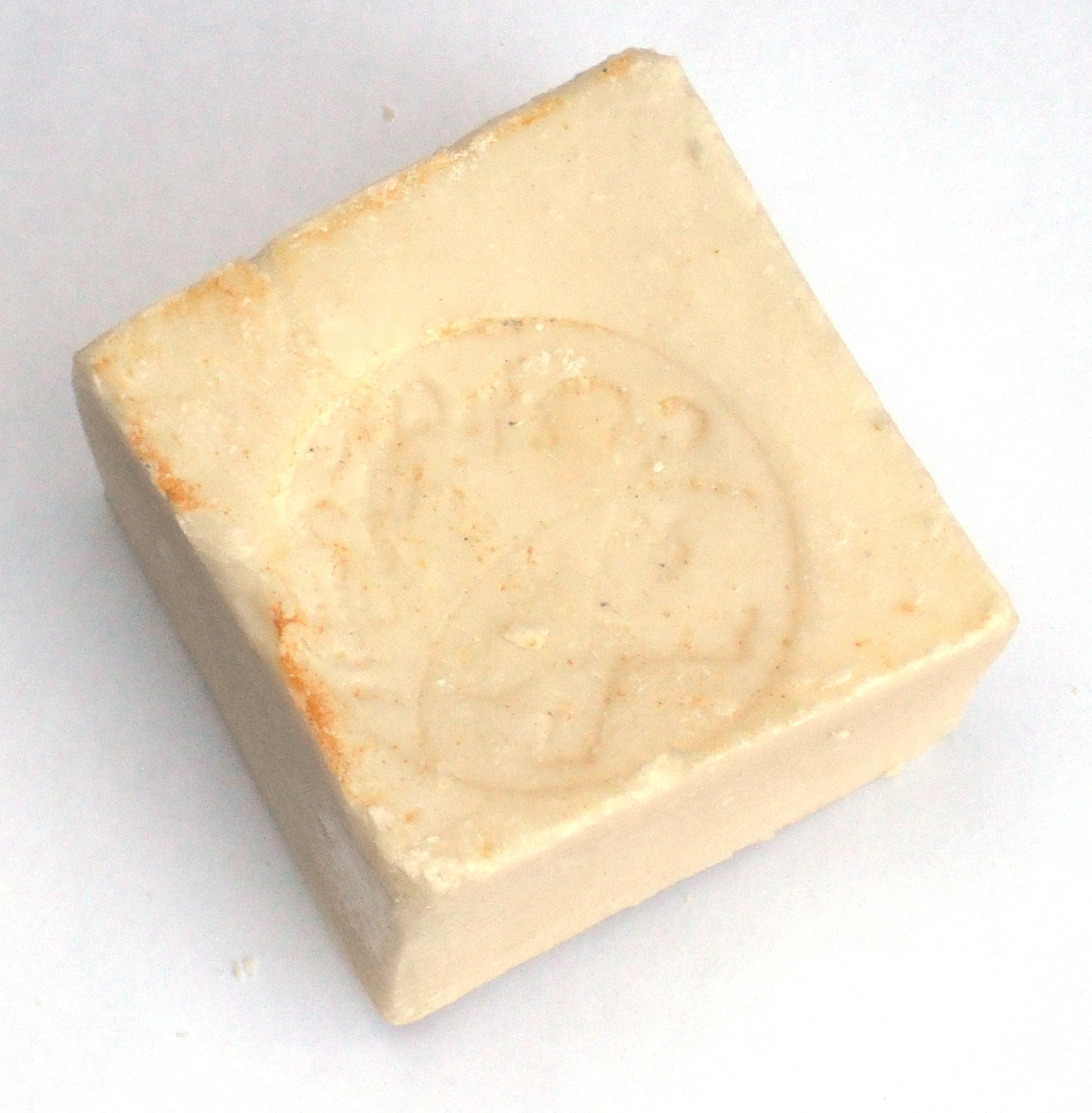
Nabulsi-Seife

Nabulsi-Seife (arabisch صابون نابلسي, DMG Ṣābūn nābulusī) war bis ins 20. Jahrhundert ein Hauptexportprodukt Palästinas und begründete den Wohlstand der Stadt Nablus. Diese Olivenölseife wird bis heute auf traditionelle Weise hergestellt. Ihre Hauptzutaten sind natives Olivenöl, Wasser und eine alkalische Natriumverbindung wie Natriumhydroxid. Das fertige Produkt ist elfenbeinfarbig und nahezu geruchlos. Traditionell von Frauen für den Hausgebrauch hergestellt, war es im 14. Jahrhundert zu einem bedeutenden Industriezweig für Nablus geworden.
Im Jahr 2024 wurde Nabulsi-Seife von der UNESCO in die Repräsentative Liste des immateriellen Kulturerbes der Menschheit aufgenommen.

## Produktionsprozess um 1900
Das um 1900 in einer Seifensiederei (meṣbane) in Nablus übliche Produktionsverfahren beschrieb Gustaf Dalman so:
Der Seifensieder (ṣabbān) kaufte bei Beduinen alkalische Pflanzenasche (sogenanntes syrisches Kali), die mit einem Holzhammer im Mörser zerstoßen und gesiebt wurde. Danach folgte die Mischung mit gelöschtem Kalk und Zugabe von Wasser, bei gleichzeitigem Rühren mit einer Hacke. Die Kalimasse füllte der Seifensieder in Tröge. Sein Arbeitsplatz war eine große viereckige Vertiefung mit Trögen an drei Seiten; davor befanden sich tieferliegende schmale Becken zur Aufnahme der aus den Trögen abfließenden Flüssigkeit. Zunächst war die abfließende Flüssigkeit rötlich, sie wurde solange wieder in die Tröge geschüttet, bis klare Flüssigkeit abfloss. An der vierten Seite des vertieften Arbeitsplatzes befand sich ein sogenannter Kessel (ḥelle) mit zur Mitte hin vertieftem metallenen Boden, der eine Abflussrinne zu einem schmalen Trog für die abfließende Flüssigkeit hatte. Im Kessel wurde Olivenöl mit Kaliwasser zum Sieden gebracht, unter ständigem Zugießen von Kaliwasser, welches mit einer Rührschaufel eingerührt wurde. Dieser Vorgang dauerte sechs bis sieben Tage. In diesem Zeitraum bildete sich eine ölige Masse, die in Holzgefäßen zu einem luftigen Platz mit gekalktem Boden gebracht und dort ausgeschüttet und mit einem Streichbrett gleichmäßig glattgestrichen wurde.
Ein Eisenstab mit scharfer Spitze diente zum Teilen der Lage in einzelne Seifenstücke. Mehrere Lagen Seifenstücke, turmartig übereinander geschichtet, trockneten ein bis zwei Jahre, ehe sie in den Verkauf kamen. Teilweise wurden sie gestempelt. Die Seife war gelb, bei Verwendung von dunklem Olivenöl grün. 
Als Rohstoffe eines sechstägigen Seifensiedeprozesses wurden in Nablus genannt: 5000 kg Olivenöl, 50 kg Soda, 60 kg Wasser.

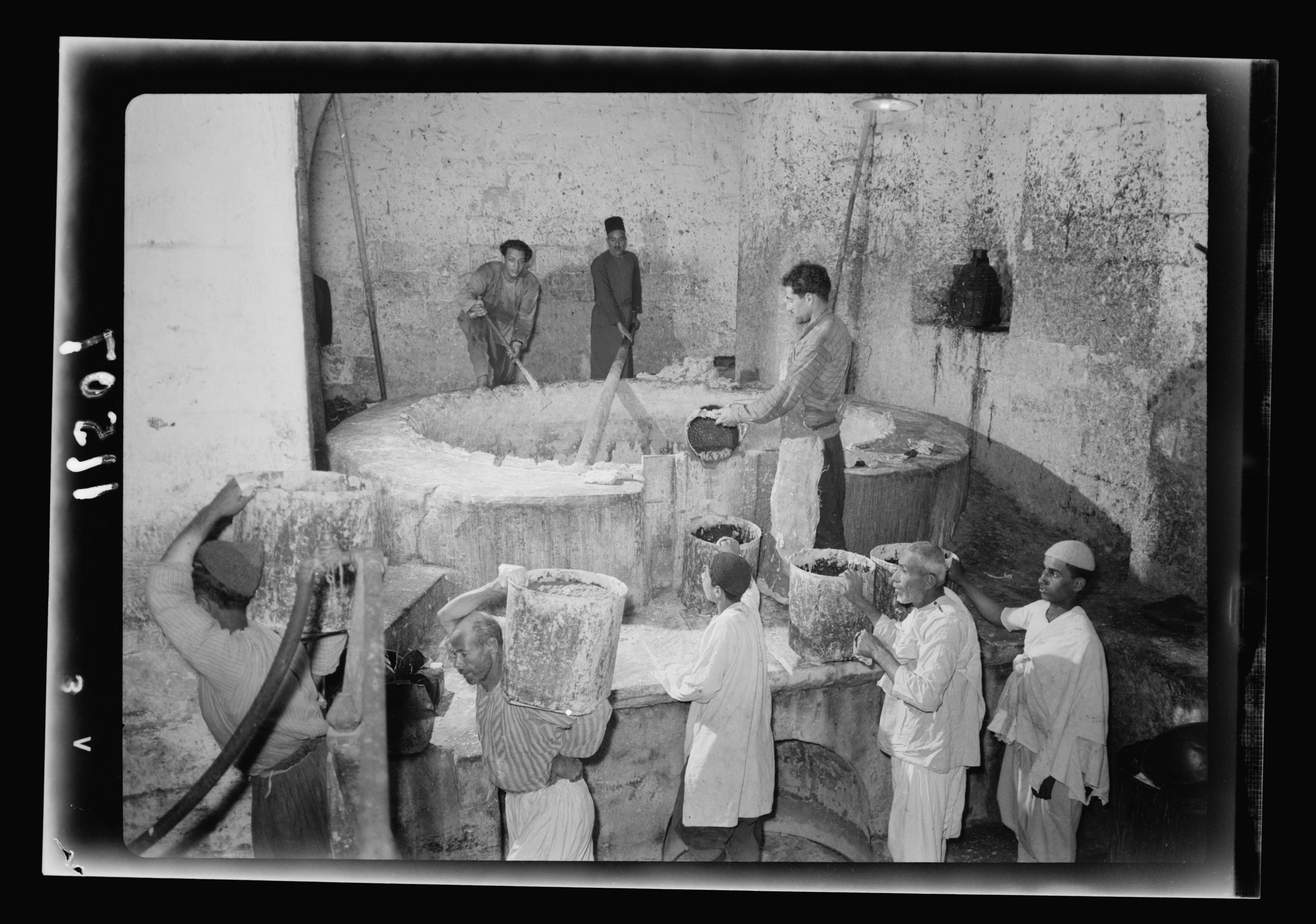
Transport zum Trocknen
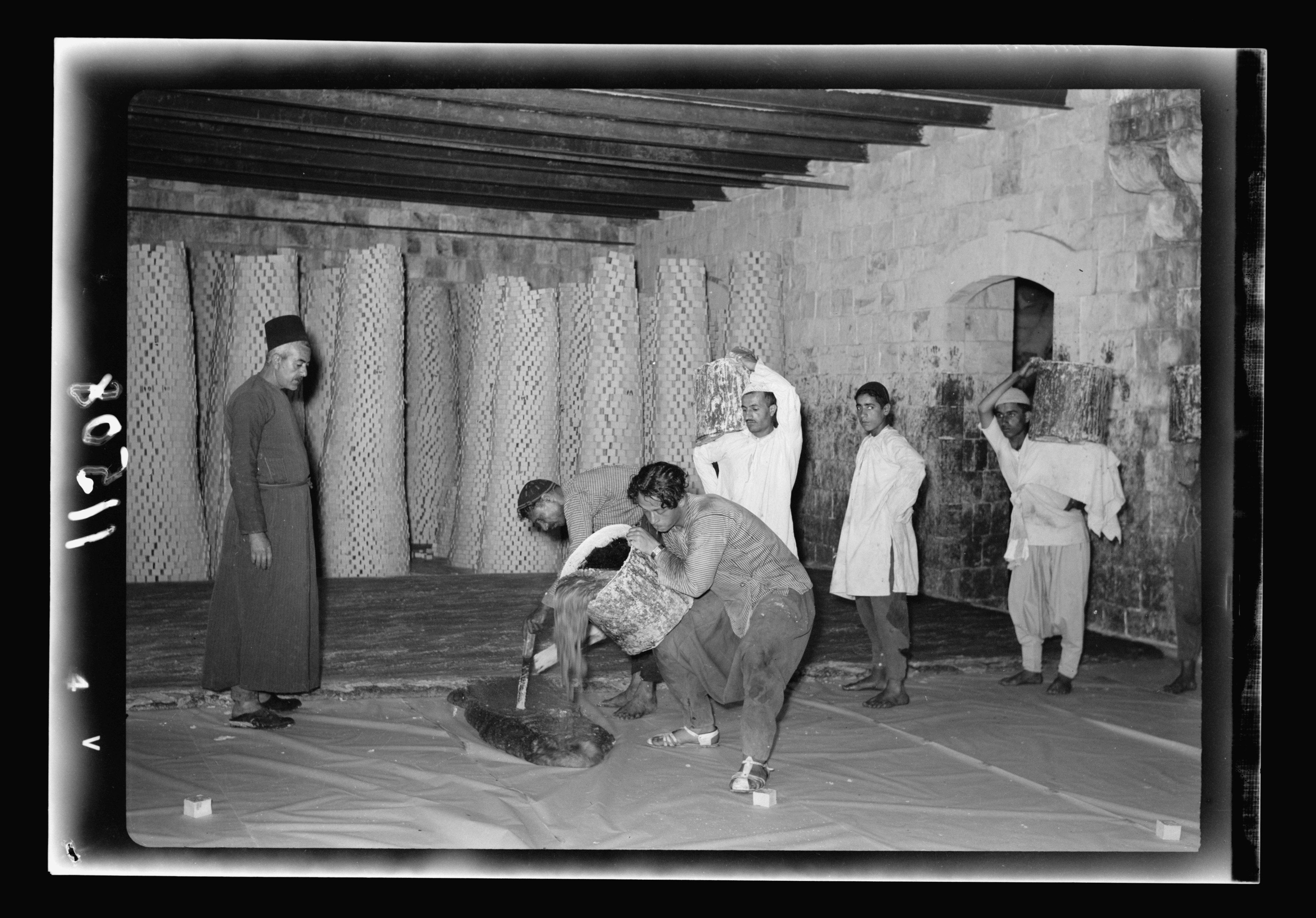
Ausgießen
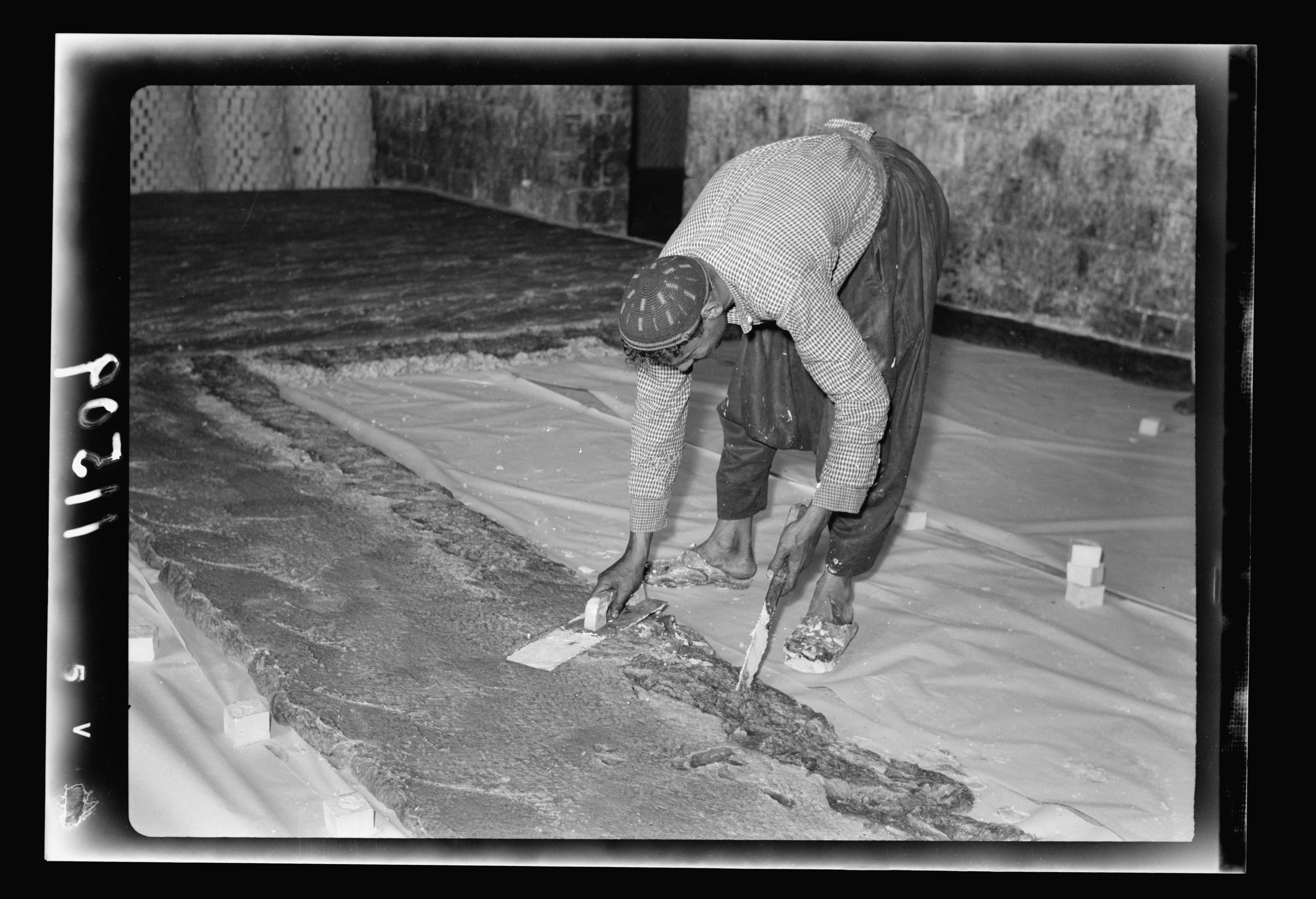
Glattstreichen
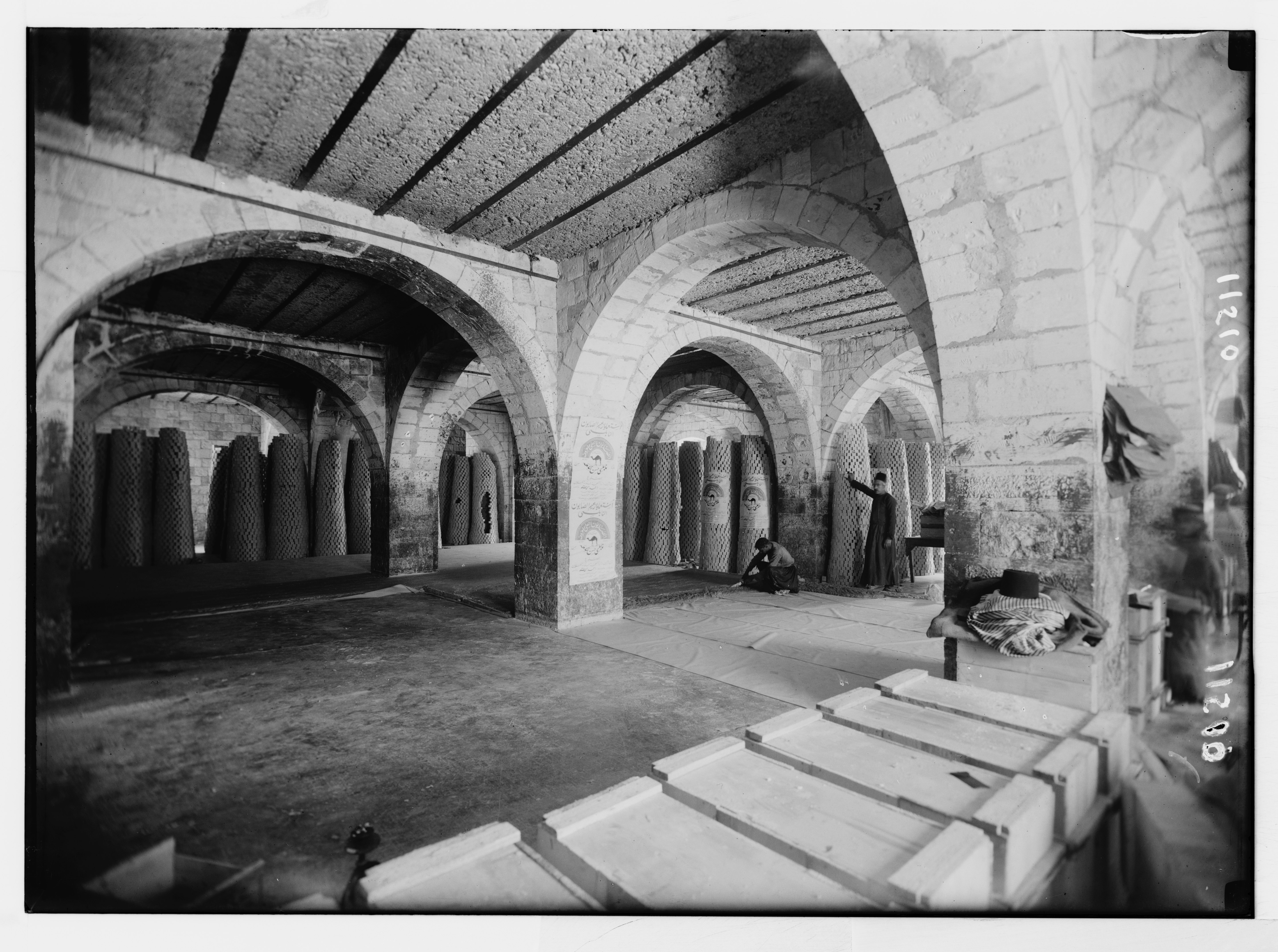
Trocknen
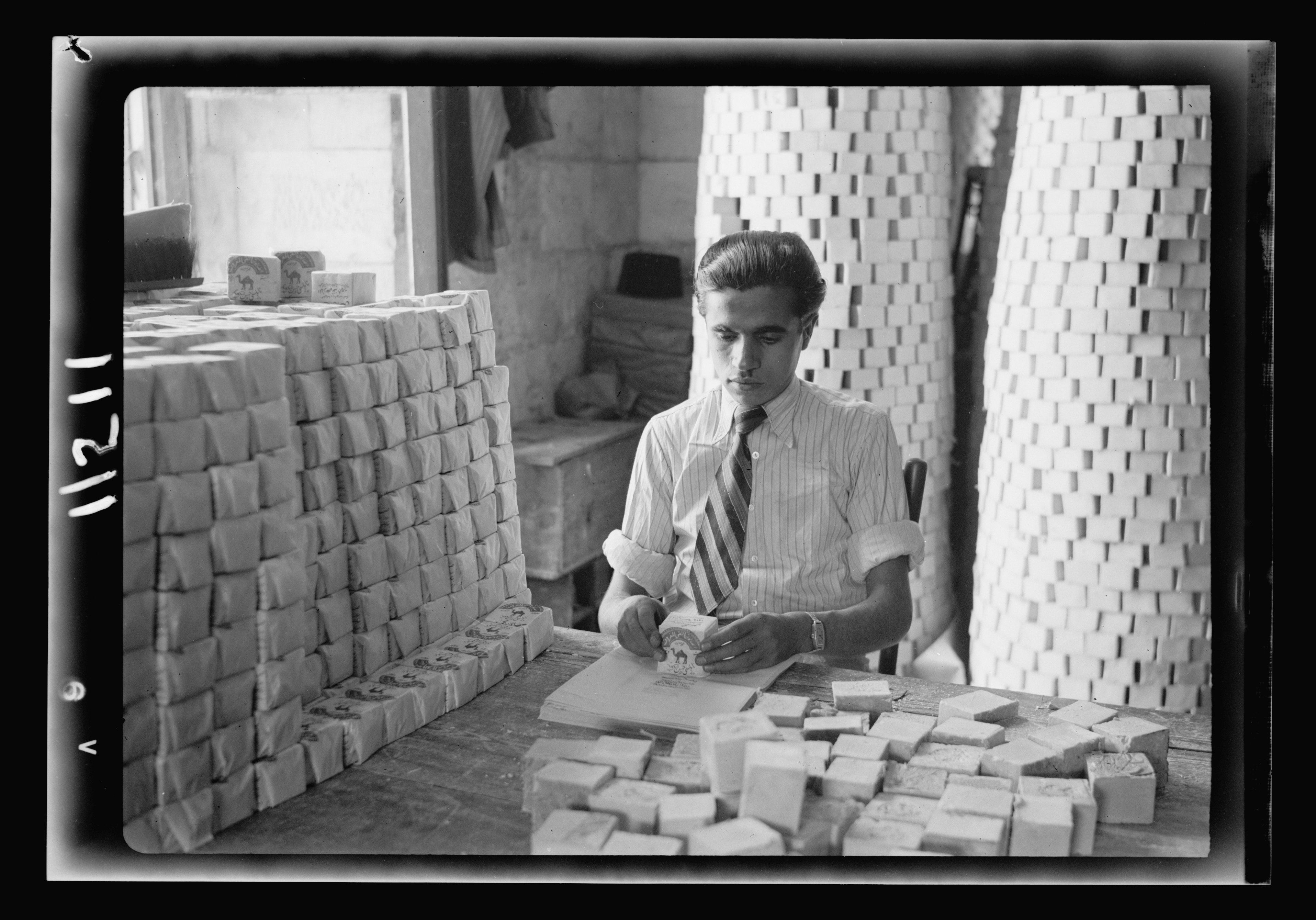
Verpacken

## Geschichte
Die Seifensiederei kann in Nablus bis ins 14. Jahrhundert zurückverfolgt werden. Ihr Prestige in den Nachbarländern rührte daher, dass es eine reine Olivenölseife ohne Beimengung von Schweinefett war – für muslimische Kunden ein wichtiger Punkt.
In den 1820er Jahren wurde die Seifenproduktion in Nablus erhöht. Die Seifensiederei prosperierte, während andere Wirtschaftszweige in Nablus aufgrund der europäischen Konkurrenz stagnierten. Dieser Effekt lässt sich für andere Zentren der Seifenproduktion im syrischen Raum nicht beobachten (mit der möglichen Ausnahme von Tripolis). Nablus kam zugute, dass die Rohstoffe in der Umgebung hergestellt wurden. Hier gab es ein großes Olivenanbaugebiet und hier wuchs die salztolerante Barilla-Pflanze, aus der „syrisches Kali“ hergestellt wurde.
Die Seifensiederei war kapitalintensiv: Bau und Instandhaltung von Gebäuden sowie zisternenartigen Olivenölspeichern, Herstellung großer Quantitäten von Seife, die erst aber nach ein bis drei Jahren verkauft werden konnten. Deshalb waren die Seifensiedereien zunächst gemeinschaftlicher Besitz mehrerer Familien, bis Mitte des 19. Jahrhunderts ein Konzentrationsprozess auf wenige Eigentümer stattfand, die den ganzen Produktionsprozess finanzieren konnten. Dabei blieb das Produktionsverfahren bis zum Ende der osmanischen Herrschaft und im großen Ganzen bis in die Gegenwart dasselbe.
Im zweiten Quartal des 19. Jahrhunderts, nach dem Intermezzo der ägyptischen Herrschaft, begann der osmanische Staat im Zuge der Tanzimat, im palästinensischen Bergland effektive fiskalische und administrative Kontrolle auszuüben. Zugleich wurde diese Region (und damit auch Nablus) in den internationalen Handel einbezogen. Insbesondere die Besteuerung des Olivenöls, zusätzlich zu den Steuern auf Seife, stellten für die Seifenproduzenten ein Problem dar. Da Olivenöl aus dem angrenzenden Gebiet in Transjordanien (Jamal Ajlun) geringer besteuert wurde als Olivenöl aus der Region Nablus (Jamal Nablus), wurde ein Anreiz geschaffen, dieses zu verwenden bzw. zu deklarieren. Seife war eines der wenigen Produkte, mit denen Palästina im internationalen Handel präsent war. Als Ägypten 1831 Steuern auf importierte Seife einführte, war dies ein schwerer Schlag für die Seifenproduktion in Jaffa und Ramla, die vor allem Leinöl, Kokosöl und Erdnussöl verarbeitete; die Nabulsi-Seife dagegen konnte ihren Marktanteil halten und sogar ausbauen, da sie als besonders hochwertig galt.
Die moderne, 1922 gegründete Shemen-Seifenfabrik in Haifa stellte eigentlich ein etwas anderes Produkt her, es gibt aber Anzeichen dafür, dass sie in der britischen Mandatszeit mit den Produzenten der Nabulsi-Seife konkurrierte. Shemen-Seife wurde rötlich eingefärbt, da Nabulsi-Seife durch Ziegelstaub einen rötlichen Ton hatte; sie wurde beworben als „ebenso fein wie Nabulsi-Seife“, und das Markenzeichen – eine Menora – stand dafür, dass Shemen-Seife frei von Schweinefett war. Ebenso wie Nabulsi-Seife wurde Shemen-Seife nach Ägypten und sogar Saudi-Arabien exportiert, was aber wohl hauptsächlich ein Nachteil für die Seifenexporte aus Jaffa und Ramla war. Die britische Mandatsbehörde befreite importiertes Öl, das Shemen zur Seifenproduktion nutzte, von der Importsteuer, was arabische Kritiker als Protektionismus zugunsten von Shemen Ltd. bezeichneten. Die britische Steuerpolitik, verbunden mit der Betriebsgröße und der größeren Produktpalette, ermöglichten es Shemen Ltd. Ende der 1930er Jahre, mit seinem Produkt die Nabulsi-Seife zu unterbieten.
Da der Begriff Nabulsi-Seife nicht markenrechtlich geschützt war, gab es viele Nachahmerprodukte, insbesondere ägyptische Seifen. Die Nabluser Familienbetriebe versuchten dem entgegenzuwirken, indem sie ihre Betriebe registrieren und ihre Produktnamen schützen ließen: Muftahayn („Zwei Schlüssel“), al-Jamal („Das Kamel“), al-Naʿama („Der Strauß“), al-Najma („Der Stern“), al-Baqara („Die Kuh“), al-Badr („Der Vollmond“), al-Asad („Der Löwe“).
Arbeiter in den Nabluser Seifensiedereien machten sich in den 1950er Jahren selbständig, indem sie „Grüne Seife“ aus den Rückständen der Olivenölproduktion herstellten. Das wirtschaftliche Aus kam für diese kleinen Betriebe mit der Ersten Intifada, da sie gegen die Konkurrenz industriell gefertigter Waschmittel, Shampoos und importierter Markenseifen nicht bestehen konnten.
Einige Nabluser Seifensiedereien sind über 250 Jahre alt. Bei der israelischen Rückeroberung von Nablus im April 2002 erlitt die historische Bausubstanz im Stadtzentrum schwere Schäden. Zwei Seifensiedereien des 18. Jahrhunderts (al-Kanaan und al-Nabulsi) wurden durch Beschuss mit F16-Raketen völlig zerstört. In der Zweiten Intifada gab es jedoch eine Gegenreaktion: die Nabulsi-Seife wurde als palästinensisches Kulturgut aufgewertet, ihre Verwendung als Akt des Widerstands gegen die israelische Besatzung propagiert.

## Gegenwart

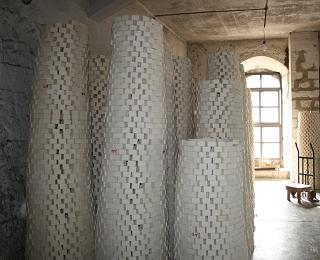
Lager der Tūqān-Seifensiederei (2008)

2005 waren noch drei Seifensiedereien in Betrieb: Tūqān, Masrī und Shakaʿa. 80 % der Produktion wurden nach Jordanien exportiert, was durch familiäre Beziehungen ins Nachbarland erleichtert wurde. Die Weiterführung der wenig lukrativen Familienbetriebe ist in der städtischen Gesellschaft auch eine Sache des Prestiges. Während in der Produktionsweise oder bei der Verpackung keine Modernisierungen stattfanden, sind die Rohstoffe heute andere: importiertes Olivenöl aus Italien und Natronlauge. Dass die palästinensischen Käufer zur älteren Generation gehören und Nabulsi-Seife als Produkt der „guten alten Zeit“ schätzen, spricht gegen ein neues Produktdesign.
Palästinensische NGOs, die sich seit den 1990er Jahren mit dem Kulturerbe befassen, verfolgen einen anderen Ansatz: Nabulsi-Seife soll wieder aus palästinensischem Olivenöl hergestellt werden und insofern an die Tradition anknüpfen, gleichzeitig soll der Produktionsprozess modernisiert werden und die Seife dadurch ein moderneres und für Touristen womöglich attraktiveres Design erhalten. Nach dem Vorbild der Aleppo-Seife soll für die Nabulsi-Seife der westliche Markt für Naturprodukte erschlossen werden. 2 bis 3 Tonnen dieser Seife wurden 2005 nach Kanada, Großbritannien und Frankreich exportiert.